# Roelant Savery

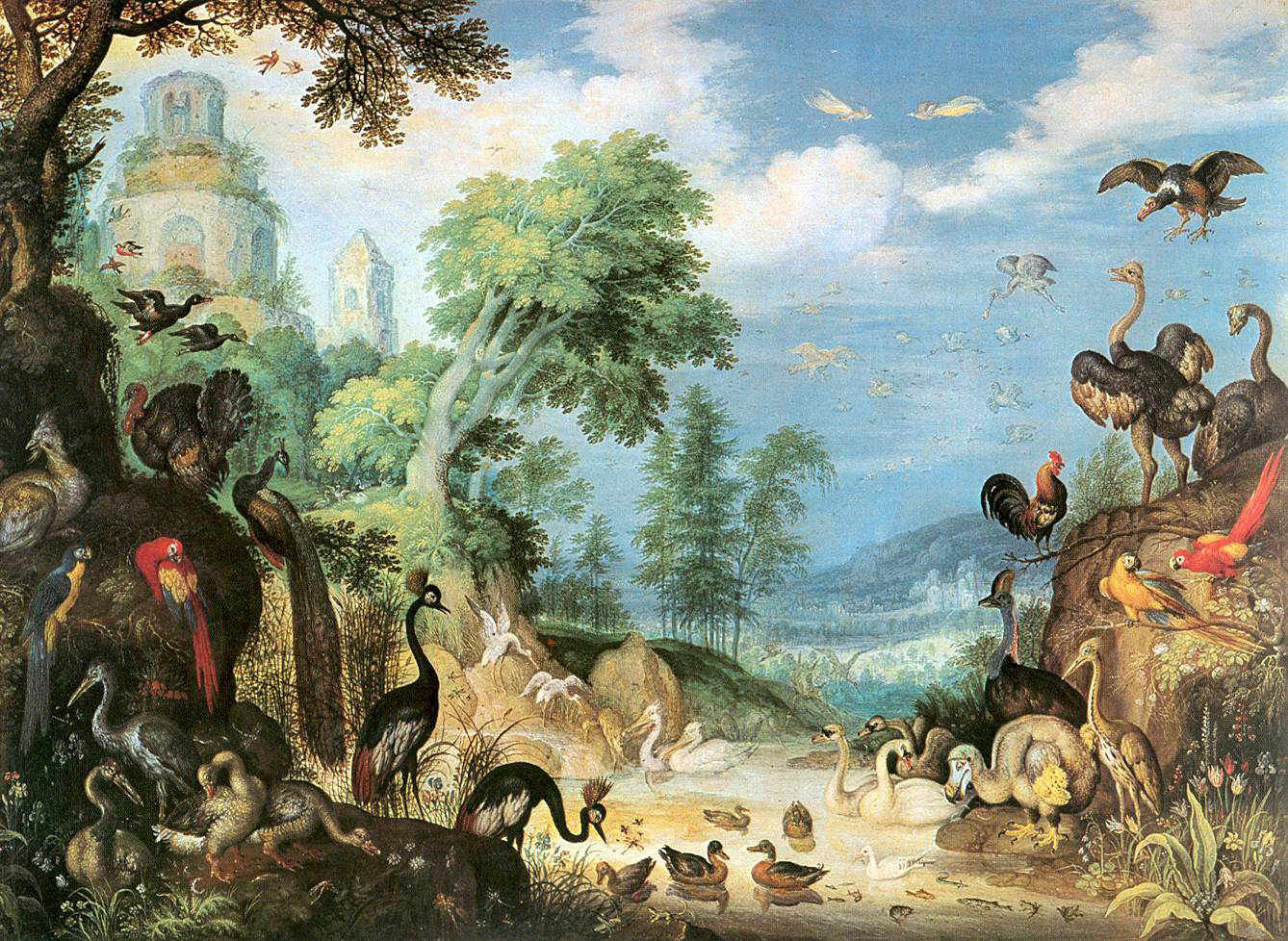
Paisaje con aves, 1628, óleo sobre madera, 42 x 57 cm, Museo de la Historia del Arte, Viena.

Roelant Savery (o Roeland (t) Maertensz Saverij) (1576, Cortrique (Kortrijk) - enterrado el 25 de febrero de 1639, Utrecht) fue un pintor barroco neerlandés, nacido en Flandes, perteneciente a la «Edad de Oro» de la pintura neerlandesa.

## Biografía
Como muchos otros artistas, la familia anabaptista de Savery huyó hacia el Norte desde los Países Bajos españoles cuando Roelant tenía unos cuatro años de edad y se estableció en Haarlem alrededor de 1585; posteriormente marcharon a Ámsterdam. Allí le enseñó a pintar su hermano mayor, Jacob Savery (h. 1565-1603). 
Después de la escuela, Savery viajó a Praga alrededor de 1604, donde conoció y recibió la influencia del paisajista Pieter Stevens y se convirtió en pintor de la corte del emperadore Rodolfo II (1552-1612) hasta 1612. Entre 1606 y 1608 viajó a Tirol para estudiar plantas. Entra después al servicio del emperador Matías (1557-1619) en Viena. Ambos emperadores hicieron de su corte un centro del arte manierista. 
Antes de 1616 Savery regresó a Ámsterdam, y en 1618 se estableció en Utrecht, uniéndose al gremio de San Lucas (cofradía de pintores) al año siguiente. Su sobrino Hans se convertiría en su ayudante principal.
En 1621 Savery compró una gran casa en el Boterstraat de Utrecht. La casa tenía un gran jardín con flores y plantas, donde una serie de pintores le visitaban con asiduidad. Savery se hizo amigo de pintores de bodegón como Balthasar van der Ast y Ambrosius Bosschaert. En los años 1620 era uno de los pintores de más éxito de Utrecht, pero posteriormente tuvo problemas, quizá a causa del alcoholismo. Aunque debió tener alumnos hasta finales de los años 1630, entre ellos Allaert van Everdingen y Roelant Roghman, sufrió una bancarrota en 1638 y murió medio año después. Savery nunca se casó.

## Obras
Su pintura es una mezcla de la tradición flamenca con la holandesa. Savery pintó sobre todo paisajes en la tradición flamenca de Gillis van Coninxloo, buscando inspiración igualmente en la pintura detallista de Jan Brueghel el Viejo. Sus paisajes tienen como trasfondo, normalmente, una historia mitológica o religiosa, a la que embellece con frecuencia con muchos animales, comunes o exóticos, y plantas cuidadosamente representados. Aparecen con frecuencia ruinas de la Antigüedad o el tema del Arca de Noé. También pintó bodegones de múltiples flores.
Su estilo único de pintura, relacionado con el manierismo entonces dominante, ha sido muy popular entre los coleccionistas y puede encontrarse en museos tanto de Europa como de Norteamérica. También son muy valorados sus dibujos preparatorios. El Museo Thyssen-Bornemisza de Madrid conserva un Paisaje montañoso con castillo, firmado y fechado en 1609.
Entre sus obras más conocidas están varias representaciones del hoy extinguido dodo pintadas en 1626 y 1628. Su sobrino, Jan Savery, también fue conocido por sus pinturas del dodo (incluyendo una famosa ilustración de 1651 actualmente conservada en el Museo de Historia Natural de la Universidad de Oxford, que probablemente copió de la obra de su tío.